# سرخرگ پس‌سری
سرخرگ پَس‌سّری (انگلیسی: Occipital artery) یکی از شاخه‌های خلفی سرخرگ کاروتید بیرونی، در روبه‌روی سرخرگ چهره‌ای، است. سرخرگ پس‌سری در زیر شکمچه خلفی ماهیچه دوشکمچه‌ای (دی‌گاستریک) از سرخرگ کاروتید بیرونی جدا می‌شود.
سرخرگ پس‌سری پشت پوست سر و ماهیچه‌های جناغی‌پستانکی و ماهیچه‌های عمقی پشت و گردن را خون‌رسانی می‌کند.